# Observatório Yerkes

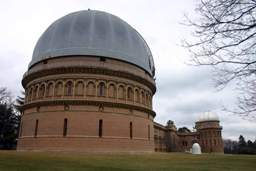
Observatório Yerkes.

O Observatório Yerkes é um observatório astronómico localizado em Williams Bay, Wisconsin, Estados Unidos, e é operado pela Universidade de Chicago.
O observatório é designado de "o local de nascimento dos modernos astrofísicos".

## Na cultura popular
O observatório serviu de base durante sete minutos no filme de 1996, Chain Reaction.